# Acción Pública para la Defensa del Patrimonio Aragonés
APUDEPA son las siglas que corresponden a la Asociación Acción Pública para la Defensa del Patrimonio Aragonés, organización sin ánimo de lucro dedicada a la defensa del patrimonio cultural aragonés. 
La Asociación se fundó en 1996, y fue el fruto de una serie de reuniones preparatorias relacionadas con la conservación y la salvaguarda del patrimonio cultural, en el seno de la Universidad de Zaragoza. En su Paraninfo tuvieron lugar los encuentros constituyentes entre los meses de febrero y mayo de dicho año. Su nacimiento está muy relacionado con la solicitud de conservación de la abandonada "Azucarera del Jalón", en Épila (Zaragoza), que fue la primera acción del colectivo conservacionista.
Desde su fundación, la Asociación se ha caracterizado por el uso del concepto jurídico de "acción pública", presente en las primeras leyes urbanísticas españolas y recogido expresamente en la Ley 3/1999, de 10 de marzo, del Patrimonio Cultural Aragonés. La Asociación ha comparecido en las Cortes de Aragón para denunciar las actuaciones en la Estación Internacional de Canfranc (2005), en el Teatro Fleta (2006) y en la Escuela de Artes de Zaragoza (2006).
El caso de la Estación Internacional de Canfranc ha constituido uno de los más importantes hitos en la historia de la Asociación. El 28 de noviembre de 2007 el Juzgado de lo Contencioso-Administrativo de Huesca declaró "ilegal" y contraria al artículo 34 de la Ley de Patrimonio Cultural Aragonés la destrucción de la cubierta prevista en el proyecto del arquitecto Pérez Latorre, estimando parcialmente el recurso presentado por APUDEPA contra la Diputación General de Aragón.
Uno de los más destacados miembros de la Asociación, y el impulsor del uso del concepto de "acción pública", ha sido Emilio Gastón, jurista, político y poeta, que fue elegido por unanimidad primer Justicia de Aragón de la etapa democrática (1988). La presidencia de la Asociación recayó en la historiadora del arte Belén Boloqui Larraya desde su constitución hasta el año 2012, cuando la Asamblea General nombró presidente de Apudepa al arquitecto Carlos Bitrián.